# Ефраїм Кацир
Ефраї́м Каци́р (первісне прізвище — Кача́льський; 3 (16) травня 1916 , Київ  — 30 травня 2009 , Реховот, Центральний округ ) — ізраїльський вчений-біофізик і політик українського єврейського походження, четвертий президент Ізраїлю (1973—1978).

## Біографія
Переїхав із сім'єю до підмандатної Палестини у 1922 році. Закінчив гімназію в Єрусалимі. Підлітком став членом соціалістичного молодіжного руху, кілька років був його інструктором. Під час британського мандата над Палестиною — учасник Хагани, химік-вибухотехник, організатор підпільного виробництва озброєнь, також вступив в підпільні єврейські збройні сили, командував ротою.
З 1932 року вивчав в Єврейському університеті в Єрусалимі хімію, ботаніку, зоологію і бактеріологію, в 1937 отримав ступінь магістра, в 1941 — доктора наук, потім працював там же асистентом у відділі теоретичної і макромолекулярної хімії. В 1948 році його запросили на дослідницьку роботу в Науково-дослідний інститут імені Вейцмана, де заснував і в 1949-73 роках очолював відділ біофізики. Одночасно в 1953-61 Кацир — професор біофізики Єврейського університету, в 1966-68 — головний науковий експерт Міністерства оборони.
В 1973-78 — президент Держави Ізраїль. Особливу увагу він приділяв посиленню репатріації євреїв і проблемі підвищення соціального рівня різних груп ізраїльського суспільства.
В 1978 році повернувся до наукової роботи в Інституті імені Х. Вейцмана і Тель-Авівському університеті, де з 1982 року очолював відділення біотехнології. Зробив великий внесок у дослідження білків і їхніх структурних елементів — амінокислот. Розробив методи синтезу поліпептидів (амінокислотних ланцюжків), у котрих є певні ознаки білків, доказав залежність біологічних якостей білкових з'єднань від хімічної структури. В 1960 році одним з перших синтезував нерозчинні ензими, а потім запропонував шляхи їх практичного використання в промисловості і медицині.
Е.Кацір — член Лондонського королівського товариства, Всесвітньої академії наук та мистецтв, перший ізраїльтянин, обраний до Національної академії наук США. Його наукові заслуги відзначені премією Вейцмана (1950), Державною премією Ізраїлю (1959), премією імені Ротшильда (1960), а також золотими медалями багатьох країн світу, зокрема Німеччини та Японії.
Його наукові заслуги відзначено багатьма преміями і медалями, він — член Ізраїльської академії наук, Лондонського королівського товариства, Національної академії наук США, наукових академій і товариств інших країн, а також почесний доктор ряду ізраїльських і зарубіжних університетів (в їх числі Гарвардського, Оксфордського, університету Буенос-Айреса, Федерального технологічного університету в Цюриху та інших).
Брат Кацира, відомий хімик Агарон Кацир (1914—1972) загинув під час нападу японських терористів у аеропорті Лод 30 травня 1972 року.